# Gaphia
Gaphia（ガフィア）は、テレビ番組の企画で誕生した音楽ユニット。ロックバンドのSOPHIAとお笑いコンビのガレッジセールから成る。

## 経緯
ガレッジセールの番組（テレビ朝日系『ガレッジヴァンガード』）にSOPHIAが出演した際、ゴリがSOPHIAにCDを出そうと交渉。メインボーカルの座を巡りゴリ・川田・松岡の3人がカラオケ勝負を行い、ゴリが勝利したものの、原曲の歌唱者である藤井フミヤの「メインは松岡君だよね？」の一言で松岡に決まる。
2002年8月13日、神奈川県民ホールにて行われたSOPHIAのライブ中にガレッジセールが登場、観客の前で「I Love You, SAYONARA」を披露した。同日の演奏はCDにライブバージョンとして収録された他、ライブの映像がMV中に使用されている。

## メンバー名
Vocal
ルールルル→松岡充（SOPHIA）
ゴリポックル→ゴリ（ガレッジセール）
川ポックル→川田（ガレッジセール）
Guitar
自動車→豊田和貴（SOPHIA）
Bass
徹子の部屋301号 角部屋→黒柳能生（SOPHIA）
Drums
ガッツ赤松→赤松芳朋（SOPHIA）
Keyboard
いちいちうるさい→都啓一（SOPHIA）

## 楽曲
- I Love you, SAYONARA（2002年9月11日発売）
  1. I Love you, SAYONARA(Gaphia Original ver.)
  2. I Love you, SAYONARA(Live ver.)
  3. I Love you, SAYONARA(Inst.)

作詞：藤井郁弥　作曲：大土井裕二　編曲：Gaphia　チェッカーズのカバー。

## テレビ出演
- テレビ朝日系「ミュージックステーション」（2002年9月13日）